# Колпинский автобусный парк
Ко́лпинский автобусный парк — филиал СПб ГУП «Пассажиравтотранс» в городе Колпино. Обслуживает ряд маршрутов Колпинского, Пушкинского, Московского, Фрунзенского, и Невского районов Санкт-Петербурга.

## История
Автобусное сообщение в Колпино было открыто летом 1928 года до Детского Села, поскольку там проживало немалое число работников завода. Перевозки осуществлялись автобусами фирмы «СПА». В 1931 году два автобуса в целях обслуживания населения были переданы Ижорскому заводу (все автобусы, работавшие в Колпино, базировались в Ленинграде).
В 1936 году было открыто автобусное сообщение между Колпином и населёнными пунктами: Ленинград (завод «Большевик»), Ям-Ижора, Московская Славянка, Усть-Ижора.
В 1939 году было восстановленно сообщение с Пушкиным.
С первых дней Великой Отечественной войны значительная часть автобусов была передана действующей армии. Остальные поддерживали движение на ряде маршрутов, перевозили раненых, воинские подразделения, эвакуируемых детей к вокзалам. Автобусное сообщение в Колпино, как и в Ленинграде, прекратилось после подхода немецких войск к городу.
Колпинский автобусный парк был основан в 1946 году, при этом в составе транспортной конторы № 4 «Главленинградстроя» было 5 автобусов. В январе 1956 года на базе этой конторы был организован филиал автобусного парка № 1. 1 февраля 1956 года в Колпино организован гараж-стоянка автобусов на Финляндской улице, этот день считается днём рождения автопарка. Территория нового парка не была заасфальтирована, в качестве помещений для ремонта использовались строения бывшего свинарника, в который помещалась только половина автобуса. В штат предприятия были зачислены первые 43 водителя, 44 кондуктора и 32 специалиста других категорий. В город привезли 30 новых автобусов ЗИС-155 (№ 101—130, эксплуатировались до 1962 года). Они обслуживали восемь маршрутов, в том числе на Пушкин, Никольское, совхоз им. Тельмана.
В 1958—1960 годах в парк поступали автобусы ЗИЛ-158, в 1961—1963 — ЛАЗ-695.
С 1 февраля 1961 года на городских маршрутах Колпина была введена единая плата за проезд в размере 4 копеек.
В феврале 1965 года гараж на Финляндской улице стал филиалом парка № 3, 6-я колонна. До этого он являлся филиалом парка № 1, автобусы стали иметь бортовые номера вида 23хх, а в мае 1966 года после единой перенумерации автобусы получили бортовые номера вида 36хх. В ноябре 1968 в филиале открылась колонна № 7. В 1971 году введено в эксплуатацию здание ТО-2, в течение первого полугодия в парк прибыли 25 новых автобусов ЛиАЗ-677, которые эксплуатировались до 1 апреля 2006 года. К октябрю 1971 года парк был реконструирован и расширен, теперь на территории могло размещаться до 250 автобусов. На открытой стоянке были оборудованы колонки с газовым подогревом для обогрева двигателей автобусов.
В 1981 году в филиале было построено новое здание производственного комплекса, в 1984 году — новый административный корпус. В 1989 году колпинский филиал автобусного парка № 3 был реорганизован в Колпинское ПАП, автобусы стали иметь бортовые номера вида 0100-0399. Тогда списочный состав насчитывал 194 автобуса моделей ЛиАЗ-677, ЛАЗ-695, ЛАЗ-699, Ikarus 250, которые работали на 35 маршрутах.
В начале 1990-х годов поставки автобусов резко сократились. Новые автобусы ЛиАЗ-677М поставлялись разукомплектованными или вообще в виде кузовов (позже они достраивались силами парка; таких автобусов было построено около 20). Старый подвижной состав поддерживался в хорошем состоянии силами водителей и рабочих парка. В 1996—1997 годы автобусный парк существенно сократил перевозки.
В 1997—1998 годах были закуплены несколько подержанных автобусов, освоены коммерческие перевозки, что позволило улучшить транспортную ситуацию. Только с 2000 года начались крупные поставки новых автобусов — сначала ЛиАЗ-5256, а с 2004 года и НефАЗ-5299.
В 1990-х часто случались перебои с доставкой топлива на АЗС в Колпино. Так, к АЗС на улице Культуры, где заправлялись все колпинские автобусы, в конце апреля 1992 года случилась очередная недопоставка, в результате чего к заправке выстроилась многокилометровая очередь из автобусов. 30 апреля 1992 года на линию вышли только 40 из 180 автобусов. На некоторые маршруты были выпущены автобусы Пушкинского и 7-го автобусного парков. Ситуация нормализовалась только к позднему вечеру 30 апреля.
С 2006 по 2013 год Колпинский автобусный парк являлся филиалом автобусного парка № 7 (бортовые номера 7600—7899), ныне является самостоятельным автобусным парком. С 1 июля 2016 года нумерация автобусов была изменена — теперь она имеет вид 8ххх (8001—8599).
С 2015 года началось создание из Колпинского автобусного парка «монопарка» — на предприятии планировалось эксплуатировать автобусы МАЗ, преимущественно модели 203, однако в парке оставалось значительное количество автобусов модели НефАЗ-5299. Полностью высокопольных автобусов, работающих на линии, не осталось. Также в другие парки были переданы остававшиеся до недавнего времени автобусы модели НефАЗ-5299 в различных модификациях, тем самым в Колпинском АП остались автобусы только производства автобусного подразделения Минского автомобильного завода.
В 2018 году была завершена модернизация автопарка, были оборудованы приборы с диодными лампами, обновлены мастерские, производственные корпуса, автомойка.
В 2020 году в Колпинский автобусный парк на испытания прибыл низкопольный автобус МАЗ-303 экологического стандарта Евро-6, затем выкуплен.
В 2024 году в автопарк на испытания прибыл низкопольный автобусный МАЗ-203 (модификации «.948») на КПГ.